# Hesthesis assimilis
Hesthesis assimilis là một loài bọ cánh cứng trong họ Cerambycidae.